# ويليام فوستر
ويليام فوستر (بالإنجليزية: William C. Foster)‏ (28 ديسمبر]] 1880 - 18 يناير 1923)، من رواد مجال التصوير السينمائي.

## روابط خارجية
- ويليام فوستر على موقع IMDb (الإنجليزية)
- ويليام فوستر على موقع أول موفي (الإنجليزية)
- ويليام فوستر على موقع قاعدة بيانات الأفلام السويدية (السويدية)
- ويليام فوستر على موقع قاعدة بيانات الفيلم (الإنجليزية)
- ويليام فوستر على موقع كينوبويسك (الروسية)